# Liste de monuments dédiés à Lénine

Un buste à l'effigie de Lénine à Oulan-Oude (Bouriatie, Russie), en 2012.

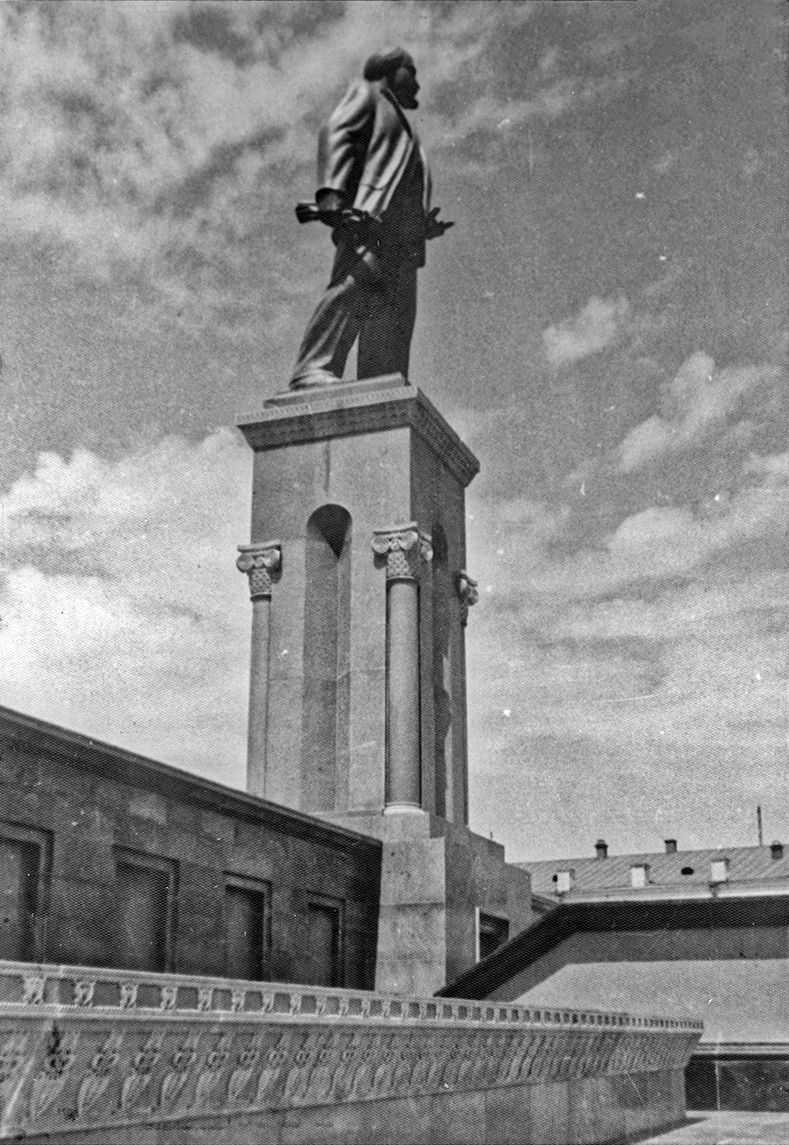
Statue à Erevan (Arménie) : démontée en 1991 alors que l'Arménie obtenait son indépendance.

Cet article recense des monuments à la mémoire de Lénine.

## Caractéristiques
En Union soviétique, ainsi que dans certains pays du bloc de l'Est, de nombreuses villes possédaient des monuments à la mémoire de Lénine. À la suite de la mort de Lénine en janvier 1924, un culte de la personnalité est mis en place à l'initiative du nouveau dirigeant de l'URSS : Joseph Staline. Ces statues, qui se chiffrent en milliers, s'inscrivent de façon générale dans ce culte de la personnalité que va connaître Lénine après sa mort.
Après la chute du bloc de l'Est en 1989 et la dissolution de l'Union soviétique en 1991, la plupart de ces statues furent détruites, parfois déplacées. Certaines restent cependant toujours en place.
En Ukraine, on compte deux premières vagues de retrait des statues de Lénine : après l'indépendance en 1991 et après la révolution orange de 2004. Une loi de « décommunisation » promulguée en mai 2015 interdit les symboles soviétiques au même titre que les symboles nazis et impose donc de détruire les statues de Lénine. Fin 2016, la dernière des 5 500 statues est officiellement déboulonnée ; on en compte cependant encore en Crimée, retournée à la Russie en 2014, et dans les territoires de Donetsk et de Lougansk, contrôlés par des pro-russes, ainsi que dans le village de Tchernobyl, déserté depuis l'accident nucléaire de 1986. Ces retraits se situent le plus souvent dans un cadre d'affirmation de l'indépendance de l'Ukraine à l'égard de l'ex-URSS, qui dominait le pays ; le devenir de ces statues est variable : elles sont souvent stockées dans des hangars et parfois réutilisées par des artistes.

## Anciennes républiques soviétiques

### Arménie
- Achtarak : démontée ;
- Amasia : construite en 1985[4] ;
- Arin : construite en 1947, les habitants du village militèrent pour la conserver[5] ;
- Erevan : construite en 1940, place de la République (démontée en 1991) ;
- Goris : 1940 (démontée) ;
- Gyumri (ex-Léninakan) : 1954 (démontée) ;
- Spitak : démontée.

### Azerbaïdjan
- Bakou : 1955, située devant la maison du gouvernement (démontée en 1991) ;
- Mingəçevir : démontée ;
- Nakhitchevan : démontée ;
- Sumqayıt : 1956 (démontée) ;

### Biélorussie
- Baranovitchi : 1960 ;
- Berezino ;
- Brest : 1958 ;
- Dobrouch : 1985 ;
- Homiel : 1958 ;
- Hrodno : 1987 ;
- Lida :
- Minsk :
  - Place de l'Indépendance : 1933 (détruite lors de l'invasion allemande de 1941, reconstruite en 1945) ;
  - Hôpital Klumov : 1945 ;
- Mogilev : 1957 ;
- Mazyr : 1947 ;
- Molodetchno : 1958 ;
- Pinsk : 1970 ;
- Salihorsk : 1980;
- Vitebsk : 1956 ;

### Estonie
- Jõhvi : 1953-1991, sculpture de E.Ross, A. et S. Molder ;
- Kohtla-Järve : 1950-1992 ;
- Kallaste ;
- Narva : 1957-1993, sculpture d'O. Manni.
- Pärnu : années 1950 - 1981, puis une deuxième en 1981-1990 (sculpture de M. Varik, réplique d'un monument construit à Kotka en 1979) ;
- Tallinn : 1950-1991, sculpture de Nikolaï Tomski (en 1991 le monument est transféré à Pärnu où il reste décapité jusqu'en 2008, avant d'être recyclé) ;
- Tartu : 1952-1990, sculpture d'August Vomm, Garibald Pommer, Ferdi Sannamaes et Endel Taniloo ;

### Géorgie
- Batoumi : démontée en 1990 ;
- Koutaïssi : 1958 (démontée) ;
- Poti : 1982 (démontée) ;
- Tbilissi : place de la Liberté (ex-place Lénine), 1956 (démontée en 1991, un monument représentant Saint-Georges de Lydda terrassant le dragon se trouve aujourd'hui à la place de la statue de Lénine) ;

#### Abkhazie
- Soukhoumi : 1960 (démontée en 1992) ;

### Kazakhstan
- Aqtaw : démontée ;
- Aktioubé : 1983 (déplacée, démontée en 2018) ;
- Almaty (ex-Alma-Ata) : 
  - 1957 :  parc central ; déplacée depuis vers le « Family park » (installée avec d'autres monuments soviétiques derrière le cinéma « Sary-arka ») ;
  - rue Cholokhov ;
- Arkalyk : années 1970 (démontée) ;
- Atyraou : 1981 (déplacée) ;
- Baïkonour : 1970 ;
- Chymkent : 1967 (déplacée) ;
- Jezqazğan : démontée ;
- Karaganda : 1975 (déplacée en 2010) ;
- Kyzylorda : déplacée ;
- Kökşetaw : 1963 (déplacée) ;
- Kostanaï : 1967 (déplacée) ;
- Nour-Soultan (ex-Tselinograd, ex-Astana) : 1970 (démontée) ;
- Öskemen (Oust-Kamenogorsk) : 1958 (déplacée) ;
- Oural : 1970 (déplacée) ;
- Pavlodar : 1963 (déplacée en 1997, démontée en 2013) ;

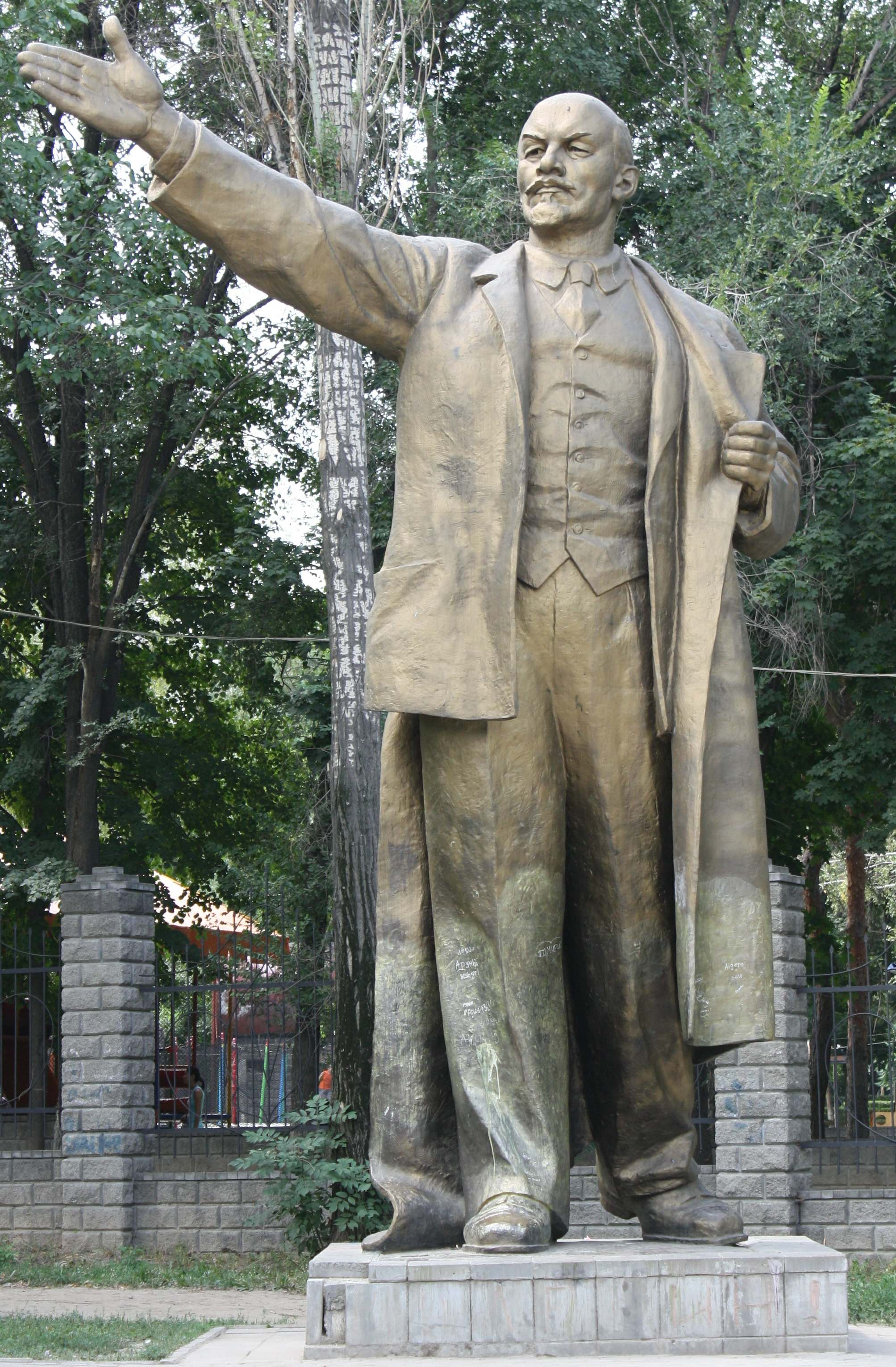
Statue à Almaty, Kazakhstan

- Petropavl : 1962 (déplacée) ;
- Priozersk : déplacée ;
- Semeï : 1977 (déplacée) ;
- Taldykourgan : 1971 (démontée) ;
- Taraz : 1959 (démontée) ;
- Temirtaw : démontée

### Kirghizistan
- Barrage Kirov : (province de Talas) ;
- Balyktchy ;
- Bichkek : 1984 (déplacée derrière le musée historique en 2001) ;

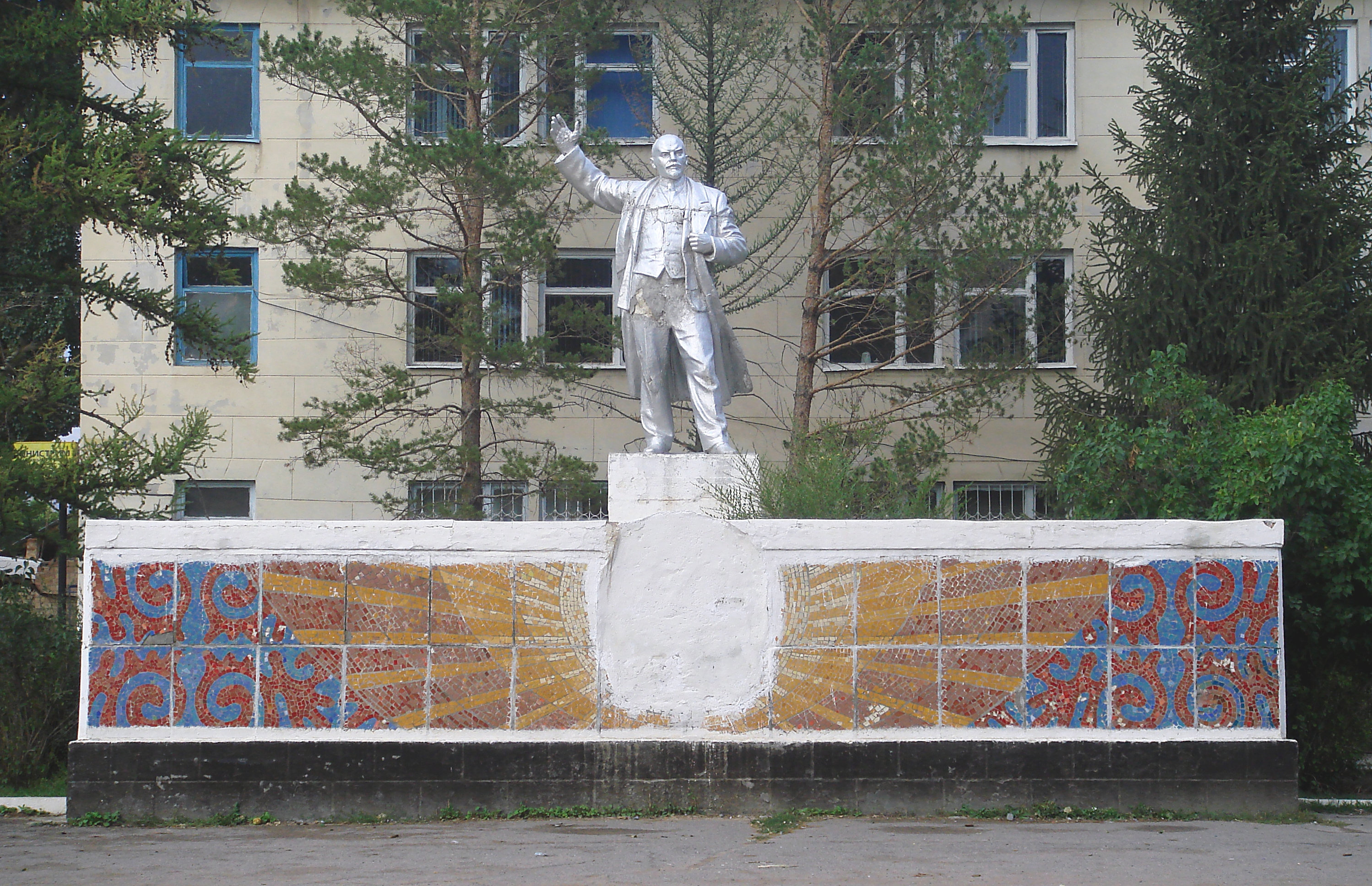
Statue à Kotchkor (Kirghizistan).

- Djalalabad : 1943 ;
- Kant ;
- Karakol ;
- Kotchkor ;
- Naryn : 1972 (déplacée en 2008)
- Och : 1975 ;
- Tokmok ;
- Uzgen ;

### Lettonie
- Cēsis (1959-1990, sculpture de Karlis Jansons)
- Rēzekne : 1965-1991, sculpture d'Otto Kalējs.
- Alūksne : 1970-1991, sculpture de Gaida Grundberga. Aujourd'hui la sculpture est exposée sur l'ancienne base militaire de Zeltiņi.
- Gulbene : 1970-1991, sculpture de Jānis Zariņš.
- Daugavpils : 1970-1991, sculpture d'A.Tschernitsky.
- Jēkabpils : 1970-1990, sculpture d'A.Terpilovsky.
- Liepāja : 1970-1991, sculpture d'A.Terpilovsky.
- Balvi : 1973-1991, sculpture de Jānis Mauriņš.
- Limbaži : 1973-1990, sculpture de Vladimirs Rapiķis.
- Jelgava : 1974-1990, sculpture d'Otto Kalējs. Aujourd'hui la sculpture est exposée à Herning, au Danemark.
- Valka : 1975-1991, sculpture d'O.Siliņš et A.Voitkāns.
- Ventspils : 1975-1991, sculpture de Jānis Zariņš.

### Lituanie
Toutes les statues lituaniennes furent enlevées en 1990, la plupart se trouvant maintenant au parc Grūtas ;
- Druskininkai : 1981-, sculpture de N.Petrulis ;
- Jonava : 1984, sculpture de K.Bogdanas ;
- Jurbarkas : désormais située dans l'Europos Parkas de Vilnius ;
- Kaunas : 1970, sculpture de N.Petrulis ;
- Klaipėda : 1976-1991, sculpture de G.Jokubonis ;
- Palanga : 1977, sculpture de Ye.Vuchetich ;
- Panevėžys : 1983, sculpture de G.Jokubonis ;
- Šiauliai : 1970, sculpture de A.Toleikis and D.Lukosevicius ;
- Vilnius :
  - 1952-1991, sculpture de N. Tomsky ;
  - 1979, « Lénine et Kapsukas à Poronin », sculpture de K. Bogdanas ;

### Moldavie
- Bălți : démontée ;
- Chișinău : 1949 (déplacée en 1991) ;
- Comrat ;
- Dondușeni : 1960 (démontée en 2012) ;
- Fălești : 1978 (démontée en 2017) ;

#### Transnistrie
- Bender ;
- Dubăsari ;
- Tiraspol : 1987 ;
- Rîbnița : 1977 ;

### Ouzbékistan
- Andijan : démontée ;
- Noukous : 1957 (démontée) ;
- Samarcande : 1974 (démontée) ;
- Tachkent : 1974 (démontée) ;

### Russie
- Abakan : 1970 ;
- Almetievsk ;
- Anadyr : 1964 (déplacée en 2002) ;
- Angarsk ;
- Arkhangelsk : 1988 ;
- Armavir : 1926 ;
- Astrakhan : 1958 ;
- Balachikha ;
- Barnaoul : 1967 ;
- Belgorod : 1957 ;
- Birobidjan : 1978 ;
- Blagovechtchensk : 1959 ;
- Bratsk : 1987 ;
- Briansk : 1970 ;
- Chakhty ;
- Dimitrovgrad : 1958 ;
- Doubna : 1937, 25 m, deuxième plus grande statue de Lénine : statue de 15 m sur un piédestal de 10 m ;
- Dzerjinsk : 1970 ;
- Elektrostal : 1987 ;
- Elista : 1970 (déplacée en 2005) ;
- Gorno-Altaïsk : 1958 ;
- Grozny : 1957 (démontée en 1991) ;
- Iakoutsk : 1967 ;
- Iaroslavl : 1939 ;

- Iekaterinbourg : 1957 ;
- Ijevsk : 1958 ;
- Inya (république de l'Altaï);
- Iochkar-Ola : 1966 ;
- Ioujno-Sakhalinsk : 1970 ;
- Irkoutsk : monument de 1952[6] ;
- Ivanovo : 1956 ;
- Kazan : 
  - place de la Liberté : 1954 ;
  - université d'État de Kazan : 1954 ;

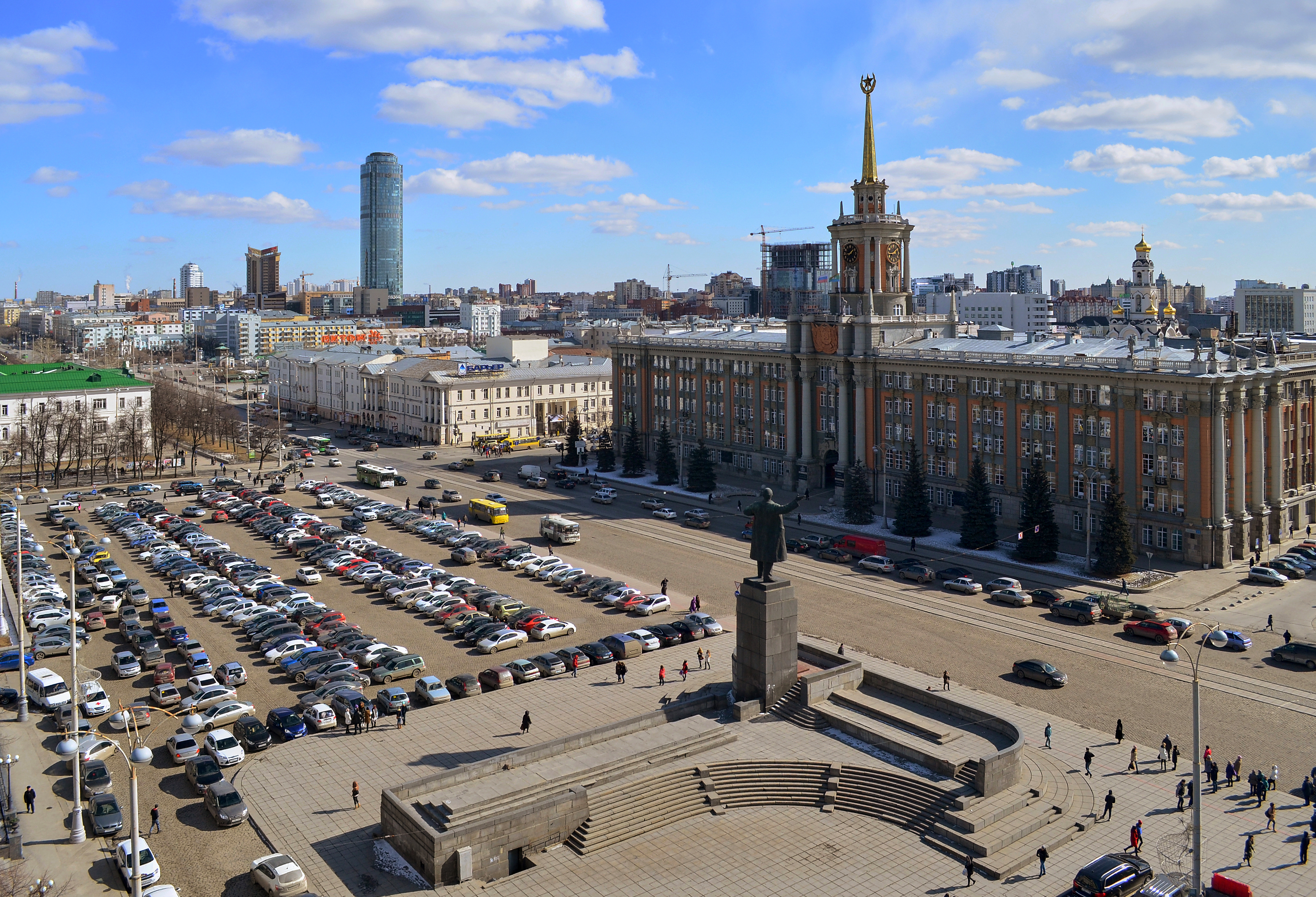
La place 1905 à Iekaterinbourg.

- Kaliningrad : 1958 (déplacée en 2000) ;
- Kalouga : 1925 (déplacée en 2017) ;
- Kemerovo : 1970 ;
- Khabarovsk : 1925 ;
- Khanty-Mansiïsk : 1987 (déplacée en 2000) ;
- Khimki : 1969 ;
- Kirov : 1970 ;
- Kolomna;
- Komsomolsk-sur-l'Amour : 1957 ;
- Korolev ;
- Kostroma : 1927 ;
- Kourgan : 1967 ;
- Koursk : 1956 ;Moscou, rue Kroupskaïa : avec son épouse, Nadejda Kroupskaïa.
- Kovrov ;

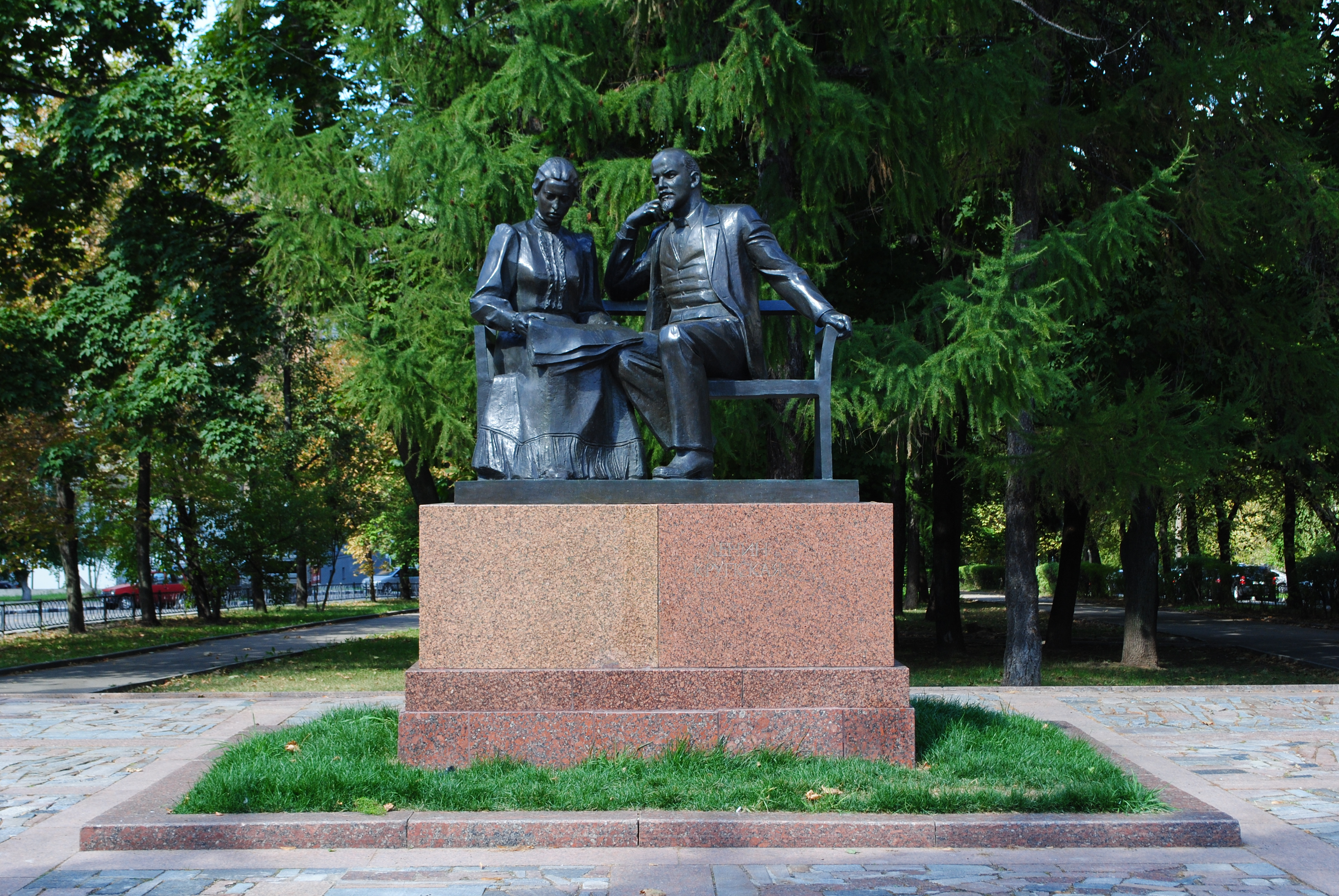
Moscou, rue Kroupskaïa : avec son épouse, Nadejda Kroupskaïa.

- Krasnodar : 1956 (déplacée en 2007) ;

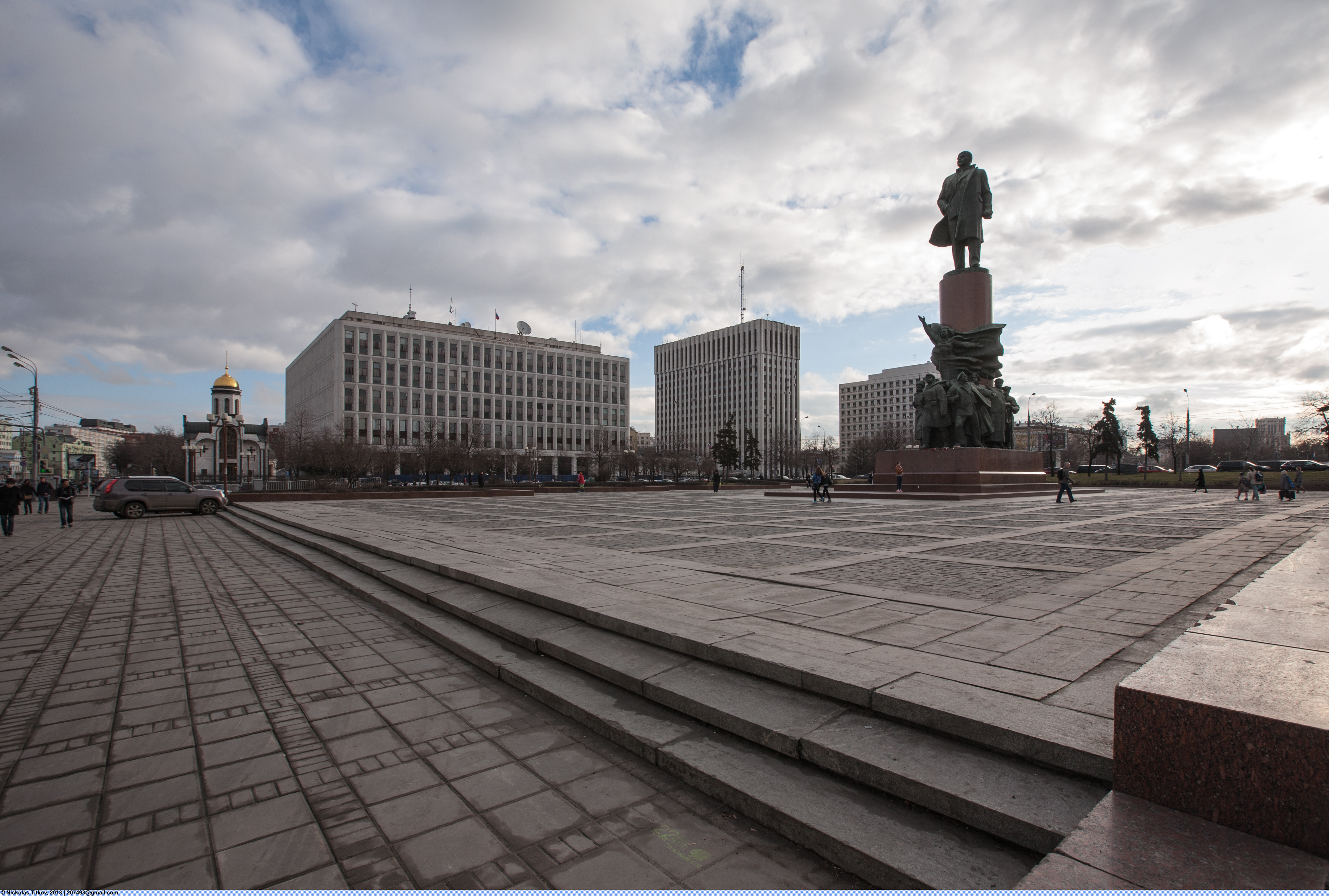
Sur la place Kaloujskaïa : inaugurée en 1985.

- Krasnoïarsk : 1970, sur la place de la Révolution dans le centre-ville ;
- Kyzyl : 1970 ;
- Lioubertsy ;
- Lipetsk : 1983 ;
- Magadan : 1987 (déplacée en 2003) ;
- Magnitogorsk :
- Maïkop : 1959) ;
- Makhatchkala : 1960 ;
- Miass ;
- Moscou :
  - Grand palais du Kremlin : salle de réunion du soviet suprême (démontée) ;
  - Place de Kaloujskaïa : 1985 ;
  - Centre panrusse des expositions : 1954 ;
  - Stade Loujniki : 1960 ;
  - Parc Kouzminki ;
  - Inya, république de l'Altaï, Russie.Institut Kourtchatov ;
  - Allée Listvennitchnaya : 1981 ;
  - Bibliothèque d'État de Russie ;
  - Rue Kroupskaïa
- Mourmansk : 1957 ;
- Mytichtchi ;
- Naberejnye Tchelny :
- Nakhodka : 1984 ;

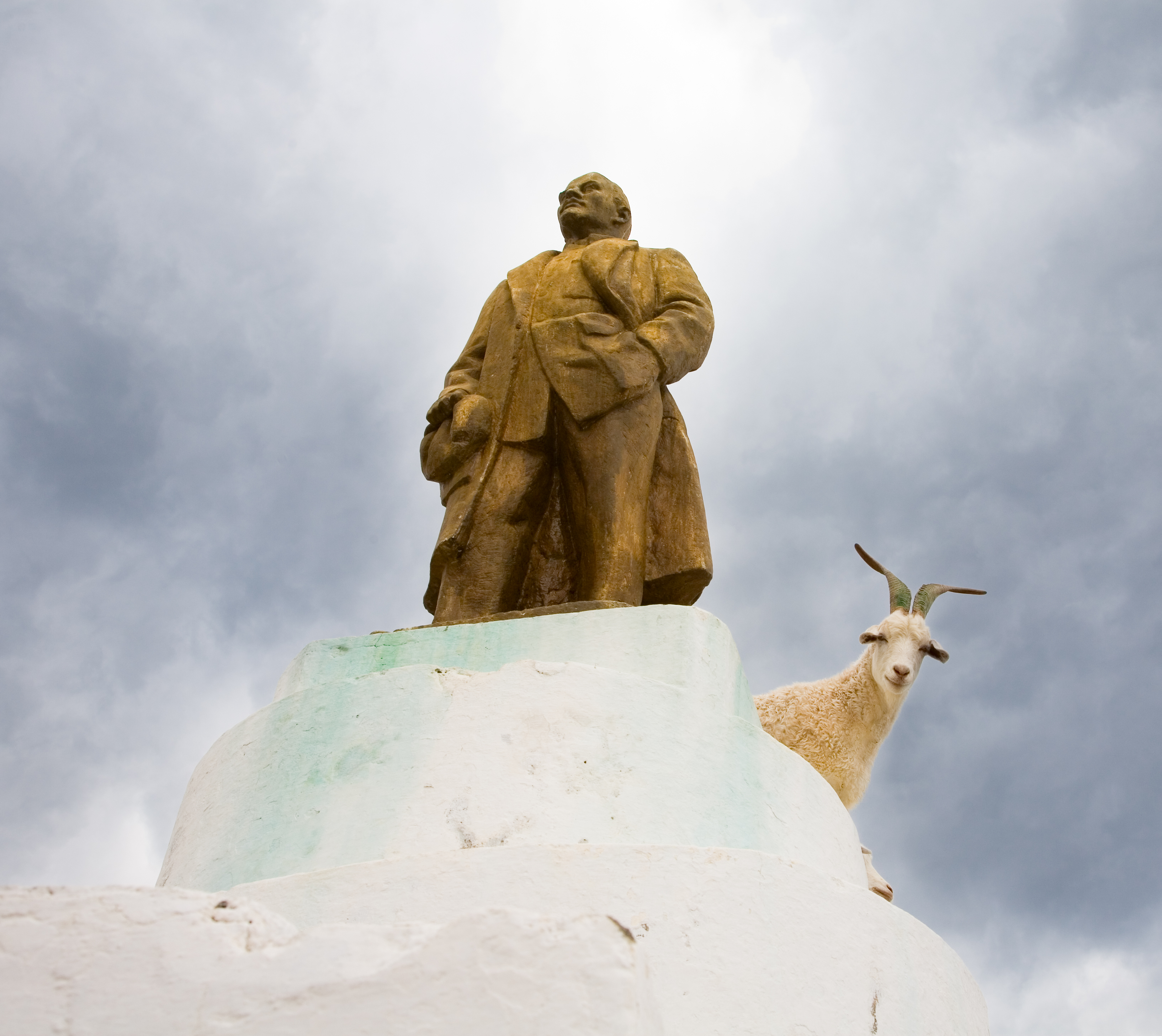
Inya, république de l'Altaï, Russie.

- Naltchik : 1957 (démontée en 1991) ;
- Narian-Mar : 1970 ;
- Nevinnomyssk ;
- Nijnekamsk ;
- Nijni Novgorod : 1970 ;
- Nijni Taguil : 1925 ;
- Norilsk : 1954 ;
- Novgorod : 1928 ;
- Novokouznetsk : 1962 ;
- Novomoskovsk ;
- Novorossiïsk : 1957 ;
- Novossibirsk : 1970 ;
- Odintsovo : 1984 ;
- Omsk : 1957 ;
- Orel : 1949 ;
- Orenbourg : 1963 ;
- Orsk : place Gagarine, 1954 (démontée en 2009) ;
- Oufa : 1967 ;
- Oulan-Oudé ;
- Oulianovsk : 1940 ;
- Oussouriisk : 1988 ;
- Penza : 1959 ;
- Perm : 1954 ;
- Pervoouralsk ;
- Petrozavodsk : 1933 ;
- Petropavlovsk-Kamtchatski : 1978 ;
- Piatigorsk : 1971 ;
- Podolsk : 1958 ;
- Prokopievsk ;
- Pskov : 1960 ;
- Rostov-sur-le-Don : 1963 ;
- Riazan : 1957 ;
- Rybinsk : 1959 ;
- Saint-Pétersbourg
  - Statue devant la gare de Finlande[7] ;
  - Statue devant l'Institut Smolny[7] ;
  - Statue devant la Maison des Soviets, au croisement de la perspective Lénine et l'avenue Moscovskaïa[7].
- Salavat : 1970 ;
- Salekhard : 1976 ;
- Samara : 1927 ;
- Saransk : 1960 ;
- Saratov : 1970 ;
- Serpoukhov ;
- Smolensk : 9 m, statue en granit rouge se trouve sur la place Lénine, devant la Maison des Soviets. Inaugurée en 1967, pour le 50e anniversaire de la Révolution d'Octobre ;
- Sotchi : 1957 ;
- Sourgout : 1986 ;
- Stavropol : 1962 ;
- Sterlitamak : 1966 ;
- Syktyvkar : 1967 ;
- Taganrog : 1970 ;
- Tambov : 1967 ;
- Tcheliabinsk : 1959 ;

- Tcherepovets: 1963 ;

- Tcherkessk : 1969 ;
- Tchita : 1985 ;
- Tver : 1959 ;
- Togliatti : 1980 ;
- Tomsk : 1959 ;
- Toula : 1983 ;
- Tioumen : 1979 ;
- Velikié Louki : 1954 ;
- Vladivostok : 1930 ;
- Vladikavkaz :  1957 ;
- Vladimir : 1950 ;
- Volgograd :
  - place Lénine : 1960 ;

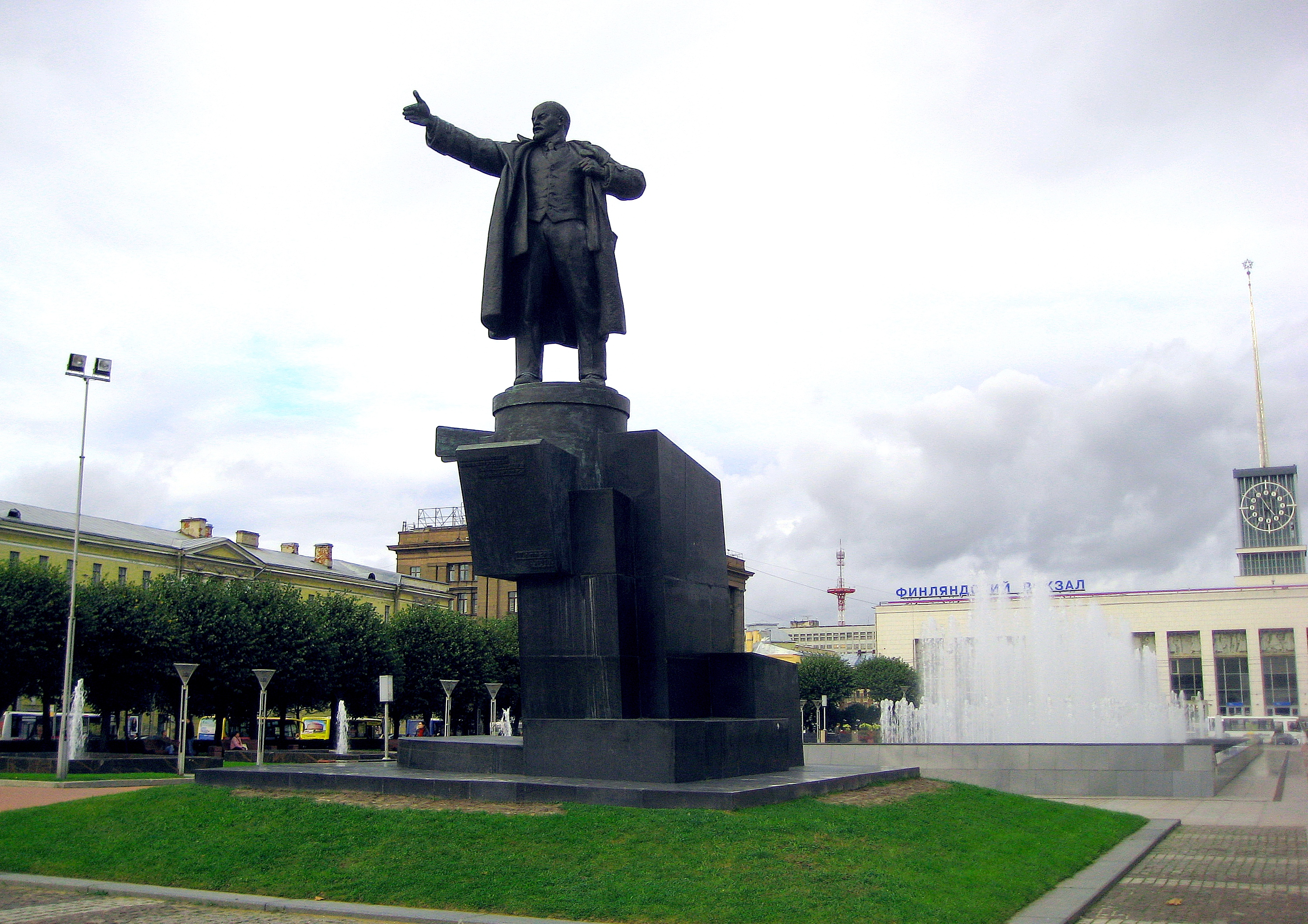
Statue sur la place Lénine, Saint-Pétersbourg, Russie.

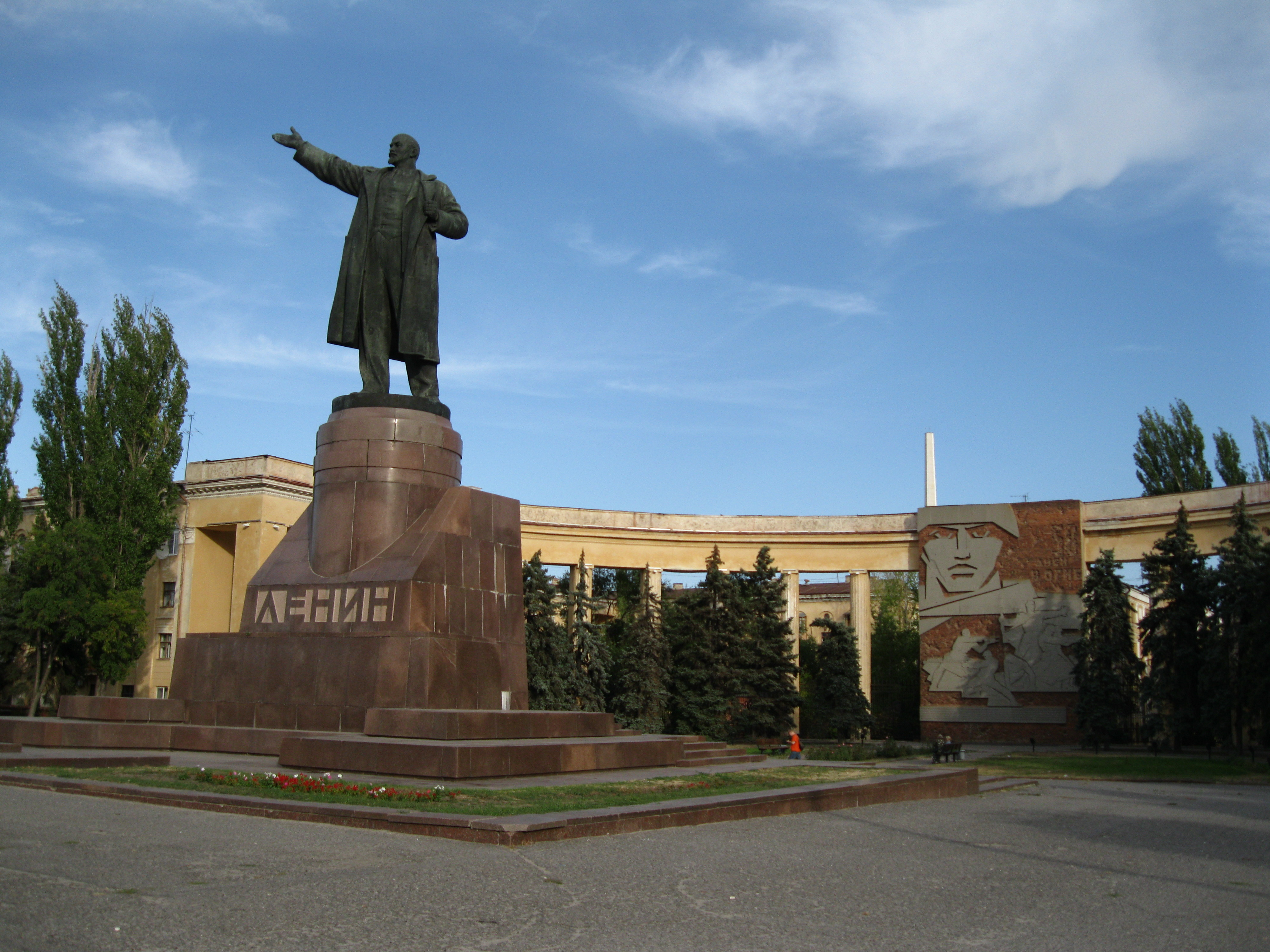
Statue à Volgograd.

  - district de Krasnoarmeyski : 1973, 27 m, plus grande statue de Lénine existante ;
- Vologda : 1958 ;
- Voljski : 1984 ;
- Voronej : 1950.

### Tadjikistan
- Douchanbé (ex-Stalinabad) :
  - Sur la place de la Liberté, remplacée par une œuvre dédiée à Ismaïl Ier ;
  - Dans le parc Central, remplacée par une statue de Roudaki ;
- Faizabad (ru) ;
- Istaravchan (ex-Oura-Tubé) ;
- Khodjent (ex-Léninabad): 1974 (déplacée en 2011) ;
- Khorog : déplacée ;
- Nourek ;
- Sharhituz : démontée en 2016, rénovée à l'initiative d'imams locaux[8].

### Turkménistan
- Achgabat :

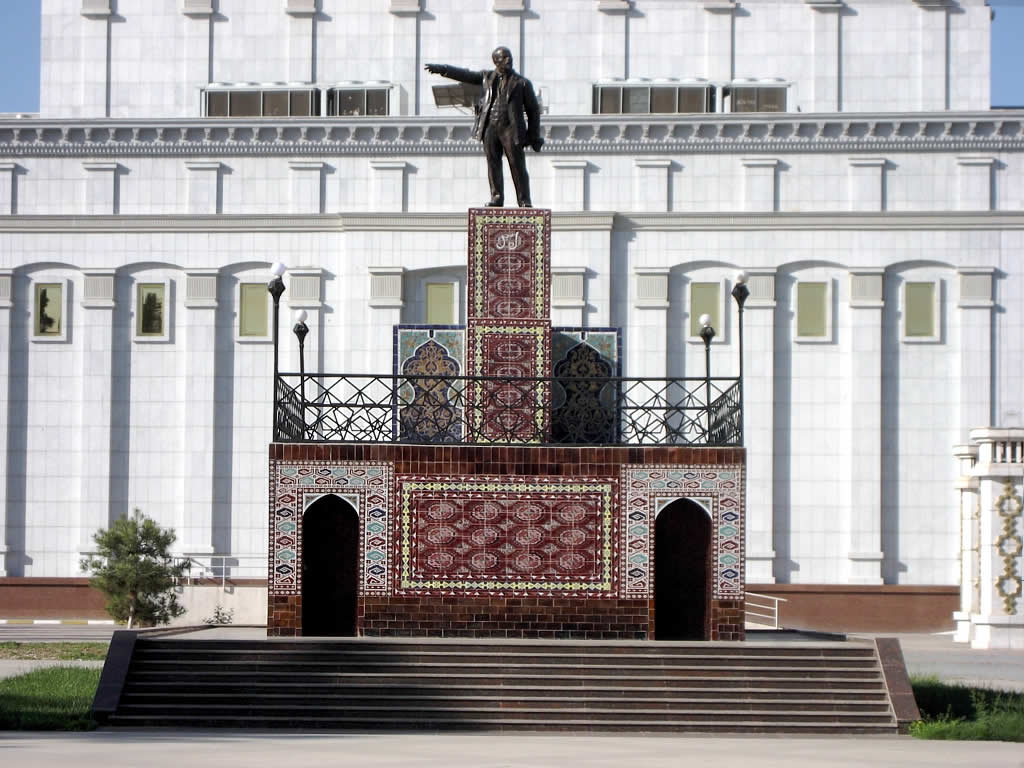
Statue à Achgabat (Turkménistan).

- à proximité de la rue Pouchkine : 1927, une des rares statues n'ayant pas été démontée ;
- gare d'Achgabat, démontée ;
- Balkanabat (ex-Nebit-Dag) : démontée ;
- Türkmenabat (ex-Tchardjou) : démontée ;
- Türkmenbaşy (ex-Krasnovodsk) : démontée ;

### Ukraine
- Bila Tserkva : démontée en 2014 ;
- Brovary : (démontée en 2014) ;
- Dnipro (ex-Dnipropetrovsk) : 1957 (démontée en 2014) ;
- Hloukhiv : déboulonnée en 2016, en vertu d'une récente loi ukrainienne visant à supprimer les symboles communistes dans l'optique de reconquérir une identité nationale ;
- Ivano-Frankivsk : 1975 (démontée en 1990)
- Jytomyr : 1964 (démontée en 2014) ;
- Kiev :
  - Devant le marché de Besarabsky et érigée en 1946. Endommagée en 2009[9], la statue a été restaurée à l'initiative (et aux frais) du Parti communiste d'Ukraine. Pendant la cérémonie de ré-inauguration, deux personnes jetèrent une bouteille de peinture rouge sur le monument[10],[11]. Le 8 décembre 2013, des manifestants pro-Union européenne font tomber la statue, après avoir tenté de la déboulonner[12],[13].
  - Place de la révolution d'octobre : 1977 (démontée en 1991) ;
- Kropyvnytskyï (ex-Kirovograd) : démontée en février 2014 ;
- Kharkiv : le Monument à Lénine situé sur la place de la Liberté, érigé en 1964 et détruit par des manifestants le 29 septembre 2014[14]
- Kherson : 1965 (démontée en 2014) ;

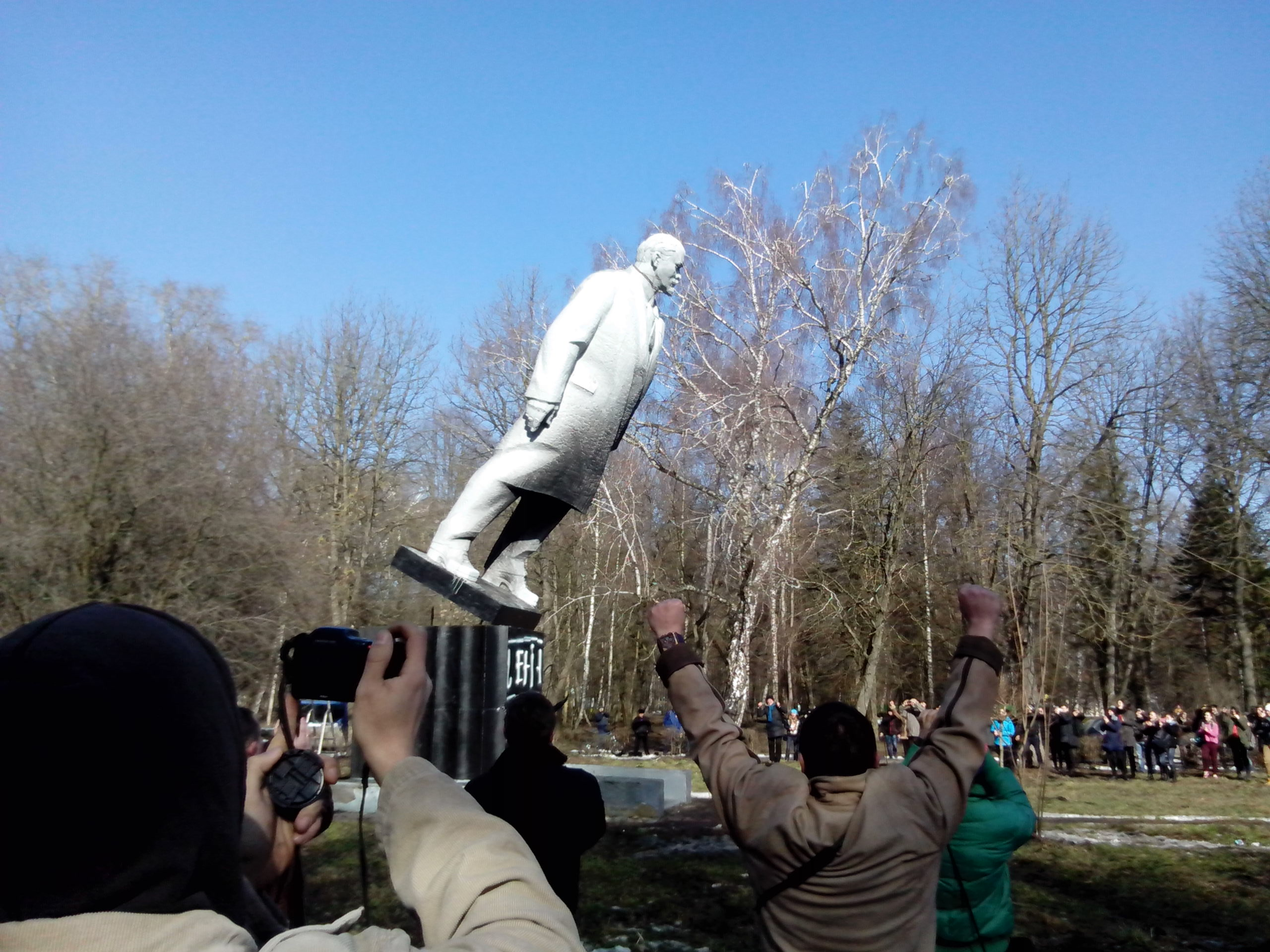
Déboulonnage de la statue en 2014 à Khmelnytskyi, Ukraine.

- Khmelnytskyï : 1970 (déplacée en 1992 puis démontée en 2014) ;
- Kramatorsk : 1957 (démontée en 2014) ;
- Krementchouk : 1971 (démontée) ;
- Loutsk : 1967 (démontée en 1991) ;
- Lviv : 1952 (démontée en 1990) ;
- Marioupol : 1987 (démontée en 2014) ;
- Melitopol : (démontée en 2015) ;
- Mykolaïv : 1957 (démontée en 2014) ;
- Novoalekseevka (oblast de Zaporijjia) : transformée en 2017 en statue du Hetman des cosaques d'Ukraine, Pylyp Orlyk[15].
- Odessa : elle est transformée en statue de Dark Vador en octobre 2015[1].
- Oujhorod : 1974 (démontée en 1991) ;
- Poltava : 1960 (démontée en 2014) ;
- Rivne : 1967 (démontée en 1991) ;
- Soumy : 1947 (démontée en 1996) ;
- Tcherkassy : 1969 (démontée en 2008) ;
- Tchernihiv : 1967 (démontée en 2014) ;
- Tchernobyl : la seule statue en Ukraine dans les territoires contrôlés par le gouvernement encore debout ;
- Tchernivtsi : 1951 (démontée en 1992) ;
- Ternopil : 1967 (démontée en 1990)
- Vinnytsia : 1972 (démontée en 1992) ;
- Zaporijjia : 1964 (démontée en 2016) ;

#### Crimée
La Crimée a été annexée par la Russie en 2014.
- Eupatoria ;
- Kertch : 1960 ;
- Sébastopol : 1957 ;
- Simferopol : 1967 ;
- Yalta : 1954.

#### République populaire de Donetsk
- Donetsk : 1967 (sous contrôle de la république populaire de Donetsk depuis 2014) ;
- Makiïvka : 1970 ;

#### République populaire de Lougansk
- Lougansk : 1967 (sous contrôle de la république populaire de Lougansk depuis 2014) ;

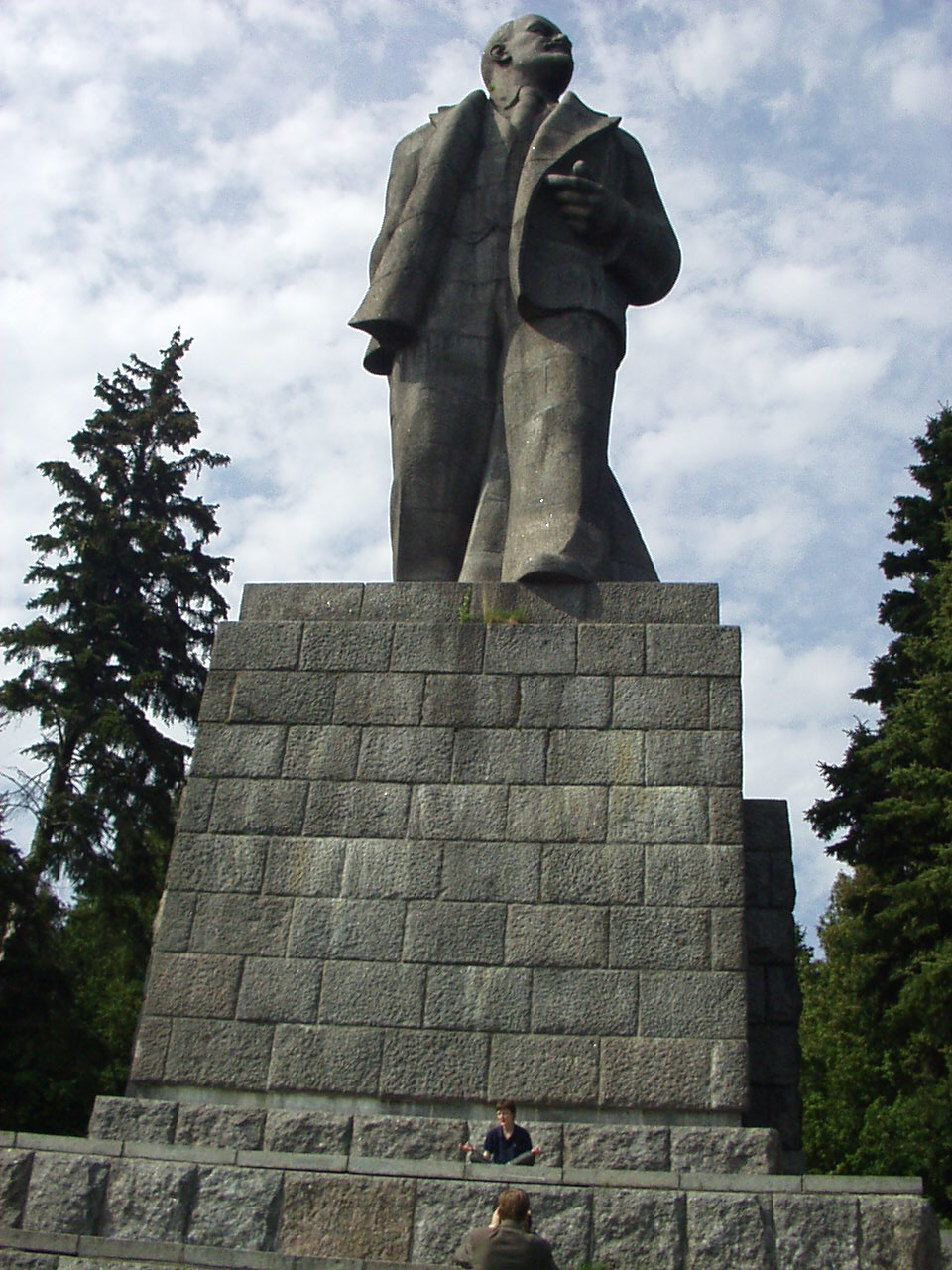
Statue près de Doubna, Russie.
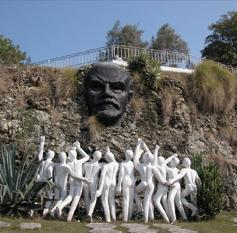
La colline Lénine à Cuba.
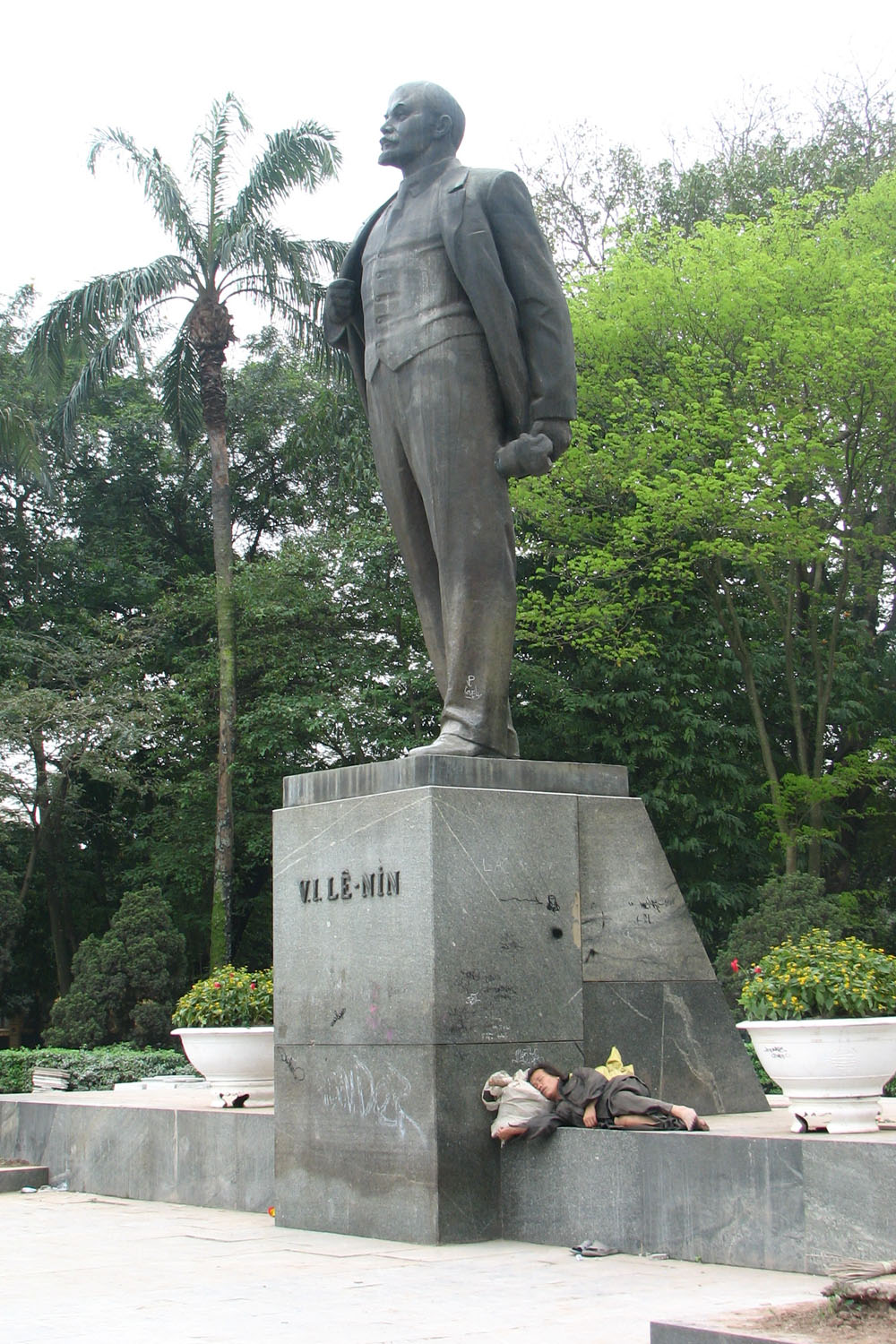
Statue à Hanoï, Viêt Nam.
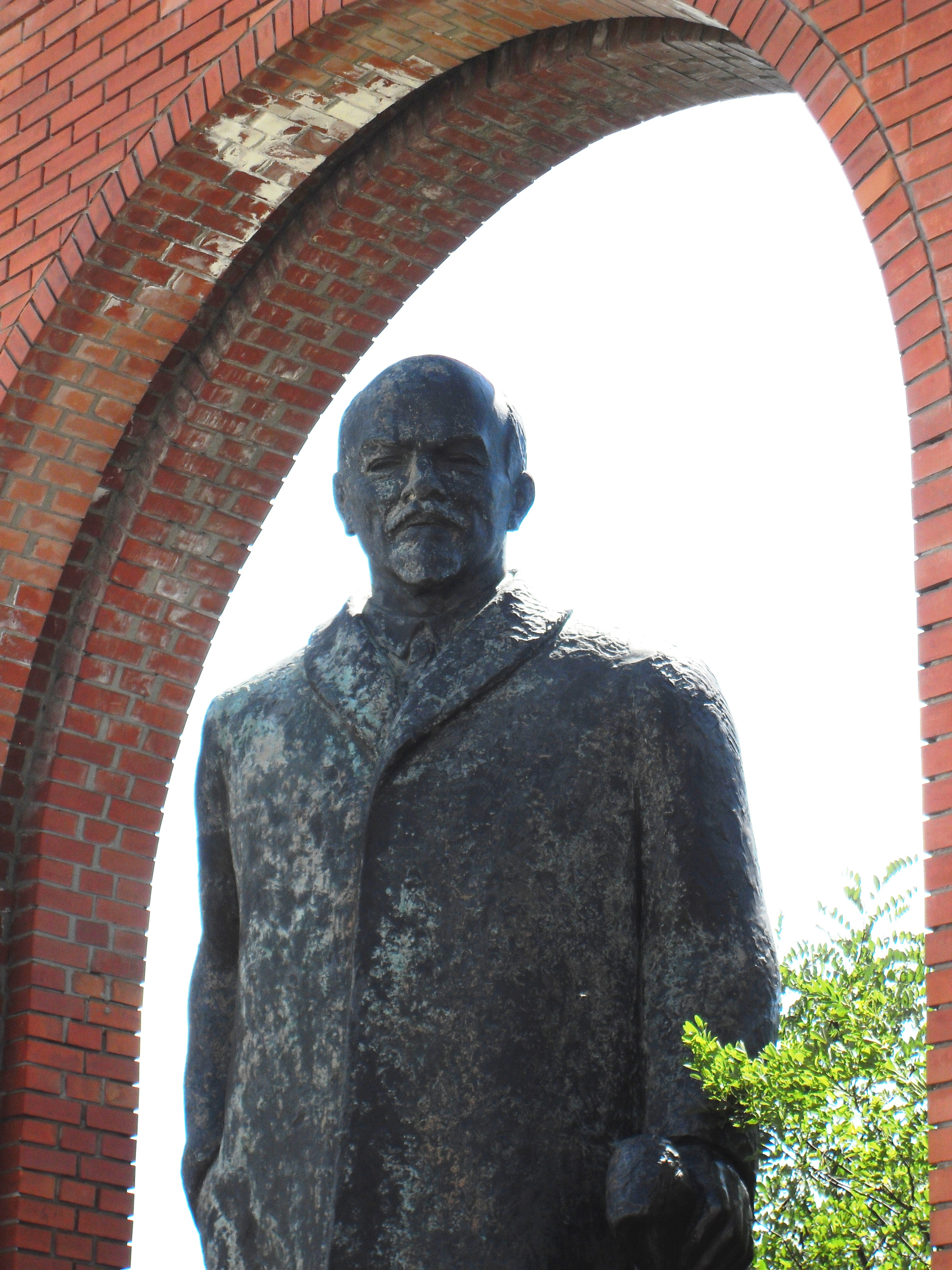
Statue exposée aujourd'hui au Memento Park (Budapest, Hongrie).

## Autres États de l'ex-bloc de l'est
- République populaire socialiste d'Albanie:
- Tirana : construite dans les années 1950, déplacée en 1990.
- République démocratique allemande :
  - Berlin-Est : sculpture de Nikolai Tomski en granite, de 19 m de haut, érigée sur la place Lénine (actuelle place des Nations-Unies) en 1970 ; enlevée en 1992, dont la tête est enterrée au sud-est de Berlin puis retrouvée en 2015 ;
  - Dresde : inaugurée en 1974, démolie en 1992.
  - Eisleben : 1948 (démontée en 1991, transférée dans un musée) ;
  - Königsee : 1951 (démontée en 1995, transférée au Musée historique allemand) ;

- Bulgarie :
  - Sofia : statue sur l'ancienne place Lénine (actuelle place Sainte-Nédélia), érigée en 1966 et abattue en 1991 ; une statue de Sainte-Sophie occupe actuellement le site.
  - Novgrad : 1975 (toujours en place) ;
  - Varna : 1961 (démontée) ;
  - Banya : 1967 (toujours en place) ;

- Cuba :
- La Havane : colline Lénine, inaugurée dans les années 1970 ;

- Éthiopie :
  - Addis-Abeba : statue sur l'ancienne place Lénine (actuelle place Meskel), érigée en 1984 pour le 10e anniversaire de la révolution éthiopienne et renversée lors de la chute du régime marxiste en 1991.

- Hongrie :
  - Budapest : statues dans le Szoborpark, rassemblant des statues monumentales de l'ère soviétique ; la statue de Lénine était située près du Városliget lors de son installation en 1965 avant d'être enlevée en 1989. La Roue du temps fut construite sur son ancien site en 2004 ;
  - Debrecen : 1985 (démontée en 1990, déplacée au Szoborpark) ;

- République populaire mongole:
- Oulan-Bator : 1954 (démontée en 2012).

- Pologne :
  - Cracovie : dans le quartier de Nowa Huta, abattue en 1989[16]
  - Poronin : enlevée en 1990:

- Tchécoslovaquie:
  - Brno : 1974 (démontée) ;
  - Prague : statue sur l'ancienne place de la Révolution Rouge (actuelle place de la Victoire) dans le quartier de Dejvice ; enlevée en 1990.
  - Olomouc : 1955 (démontée en 1990) ;

 Roumanie :
- - Bucarest : construite en face de la Casa Presei Libere en 1960, abattue en 1990.

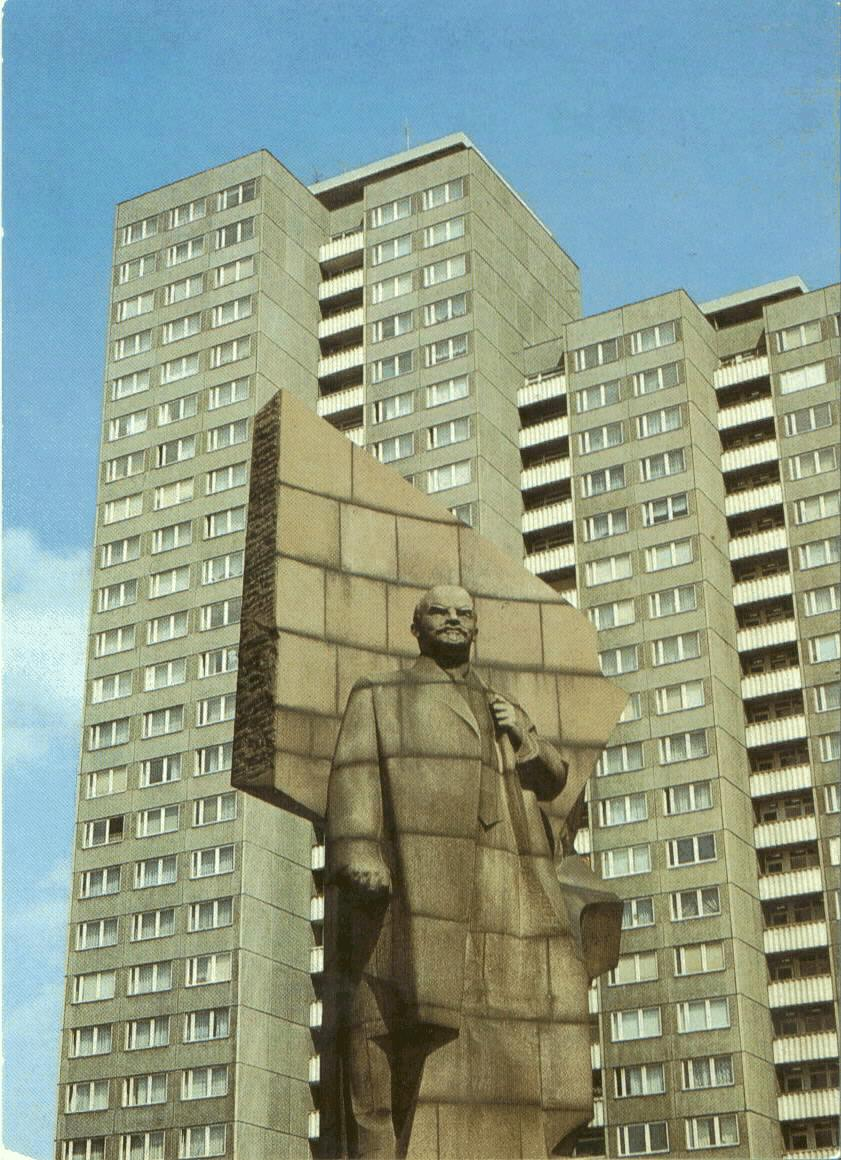
Statue de N.V. Tomski à Berlin-est, République démocratique allemande, inaugurée en 1970 sur la Leninplatz, aujourd'hui place des Nations unies : démontée en 1991.
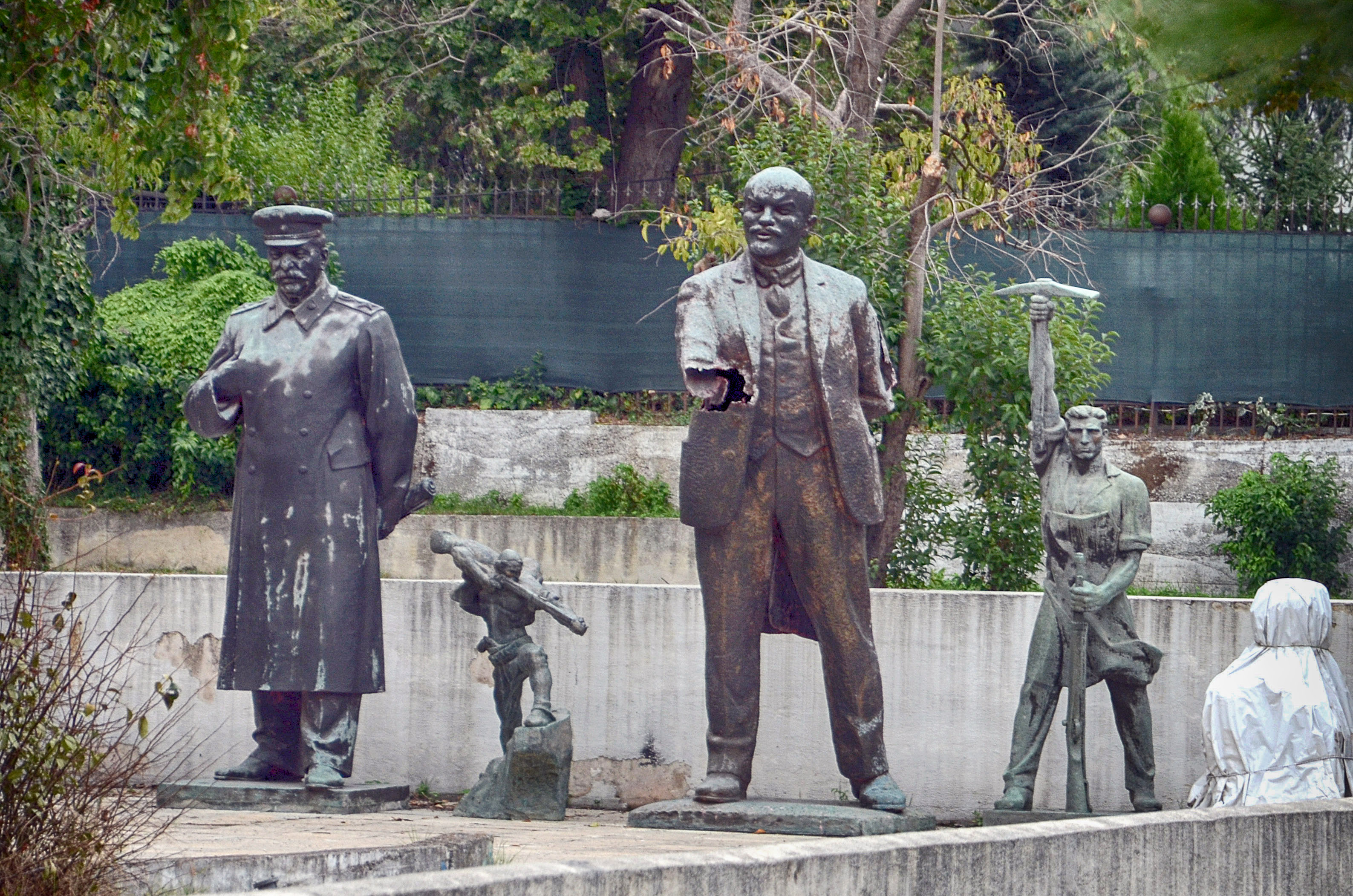
Tirana, Albanie : diverses statues de l'ère communiste sont exposées dans la cour de la galerie nationale d'art.

- -  Viêt Nam :
  - Hanoï : construite en 1985.    - Statue de N.V. Tomski à Berlin-est, République démocratique allemande, inaugurée en 1970 sur la Leninplatz, aujourd'hui place des Nations unies : démontée en 1991.
    - Tirana, Albanie : diverses statues de l'ère communiste sont exposées dans la cour de la galerie nationale d'art.

## Autres lieux
- Allemagne :
  - Gelsenkirchen : 2020 ;
- Antarctique
  - Un buste de Lénine est installé depuis 1958 dans une ancienne base soviétique sur le pôle d'inaccessibilité.
- Bénin :
  - Cotonou : place Lénine (démontée en 1990) ;
- Danemark :
  - Hørsholm : de 1986 à 1996, actuellement située au musée des travailleurs à Copenhague.
- États-Unis : 
  - Atlantic City : à l'intérieur du Tropicana Casino[17] ;
  - Las Vegas : sur le Las Vegas Strip, à l'extérieur du restaurant Red Square, Mandalay Bay Hotel (sans tête) ;
  - New York : après un autre emplacement dans la ville, actuellement et depuis 2017 sur le toit en terrasse de l'immeuble du 178 Norfolk Street (jouxtant le Centre Angel-Orensanz), dans le nord de Lower East Side, à Manhattan ;
  - Seattle : statue de Lénine dans le quartier de Fremont (provenant de Tchécoslovaquie).
- Finlande :
  - Kotka ;
  - Turku ;
- France :
  - Montpellier : sur la  Place du XXe siècle, depuis 2010, à l'initiative du maire Georges Frêche ; la statue suscita la controverse[18],[19] ;
  - Bobigny : médaillon à l'effigie de Lénine sur la façade du conservatoire municipal Jean Wiener, place de la libération ;
- Grèce :
  - Athènes : comité central du parti communiste grec, 1985 ;
- Inde :
  - Calcutta : 1970 ;
  - Delhi : 1984 ;
  - Vijayawada : 1987 ;
- Italie :
  - Cavriago : sur la Piazza Lenin ; voir Busto di Lenin (it)
  - Capri : dans les jardins d'Auguste ; Lénine visita deux fois l'île pour son ami Maxime Gorki[20].
- Maurice :
  - Port-Louis : 1972 ;
- Norvège :
  - Ancienne base soviétique de Barentsburg ;
- Venezuela :
  - Caracas : 2017 ;

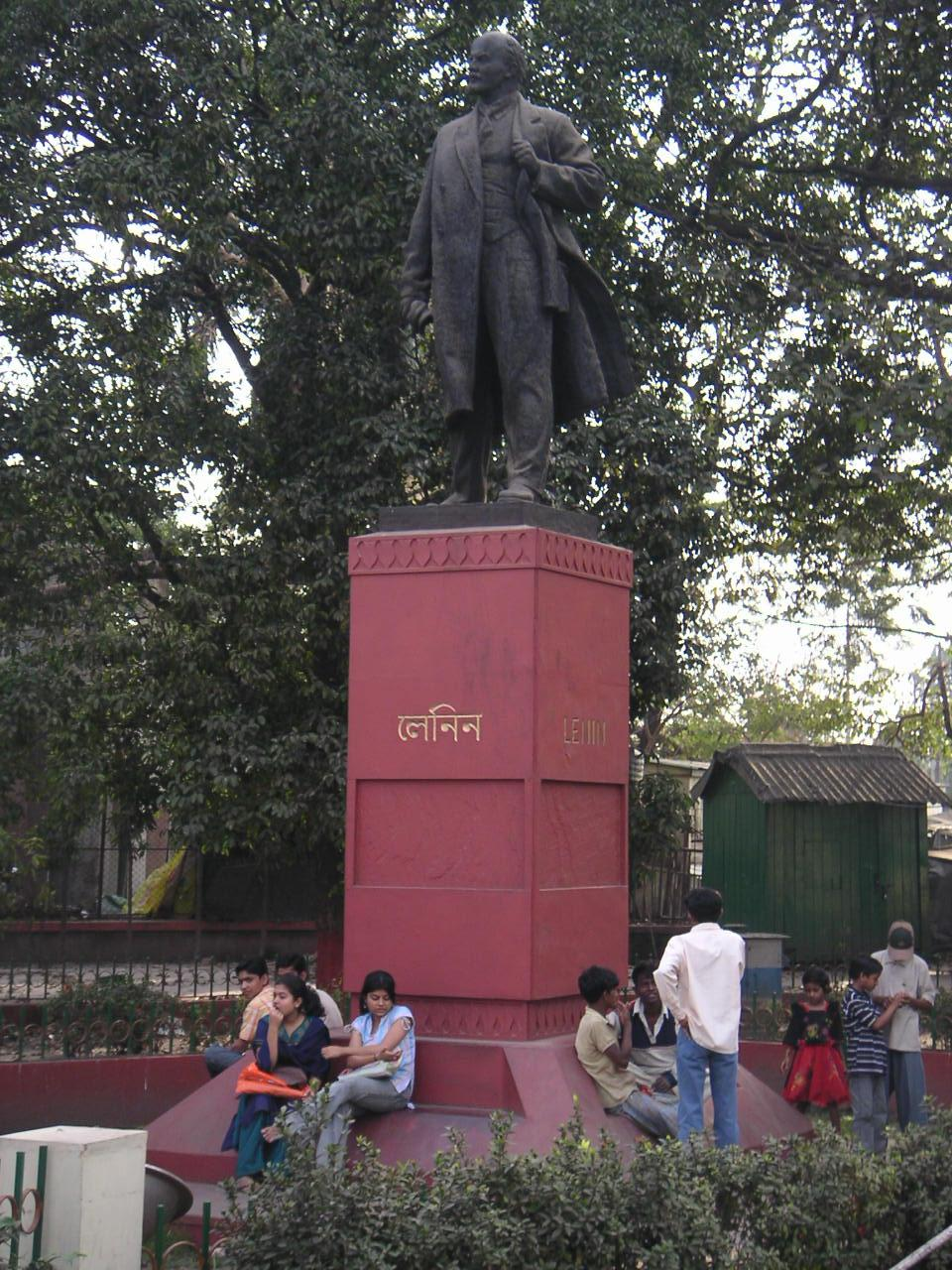
Calcutta, Inde.
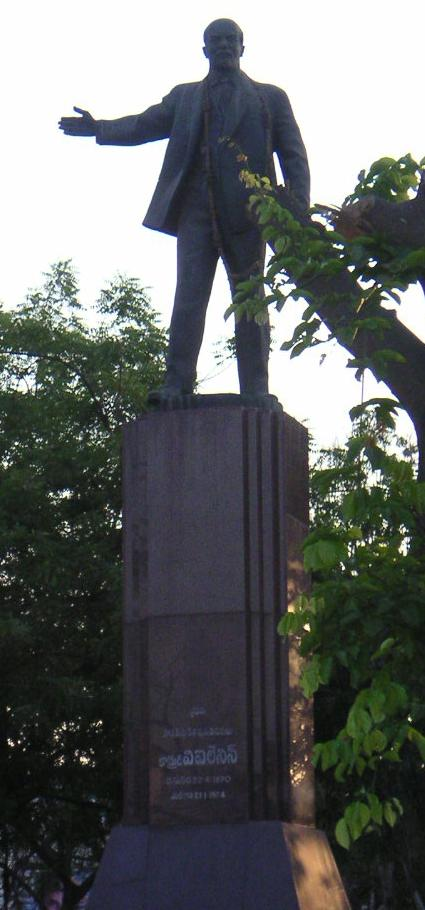
Vijayawada, Inde.
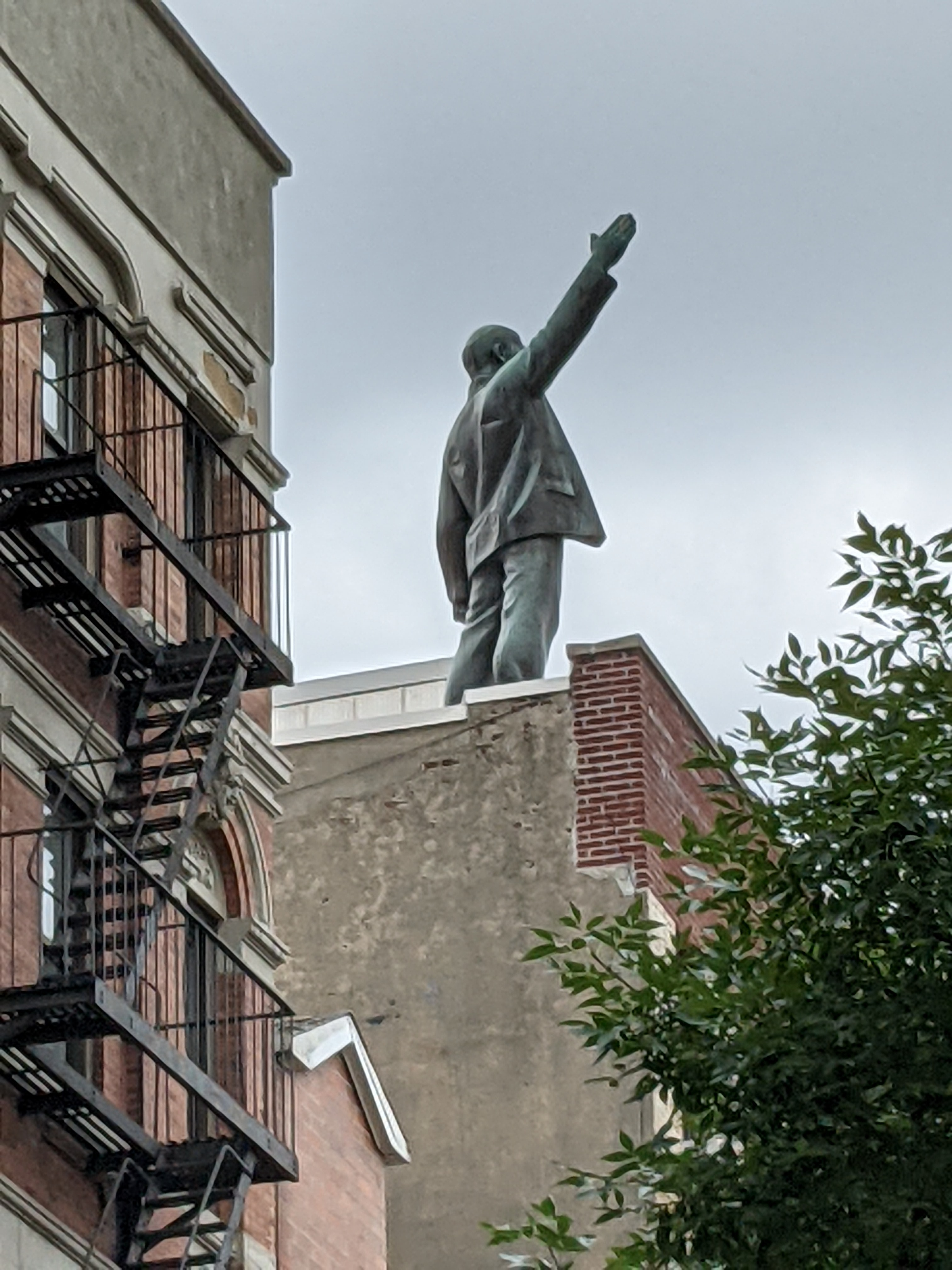
New York.
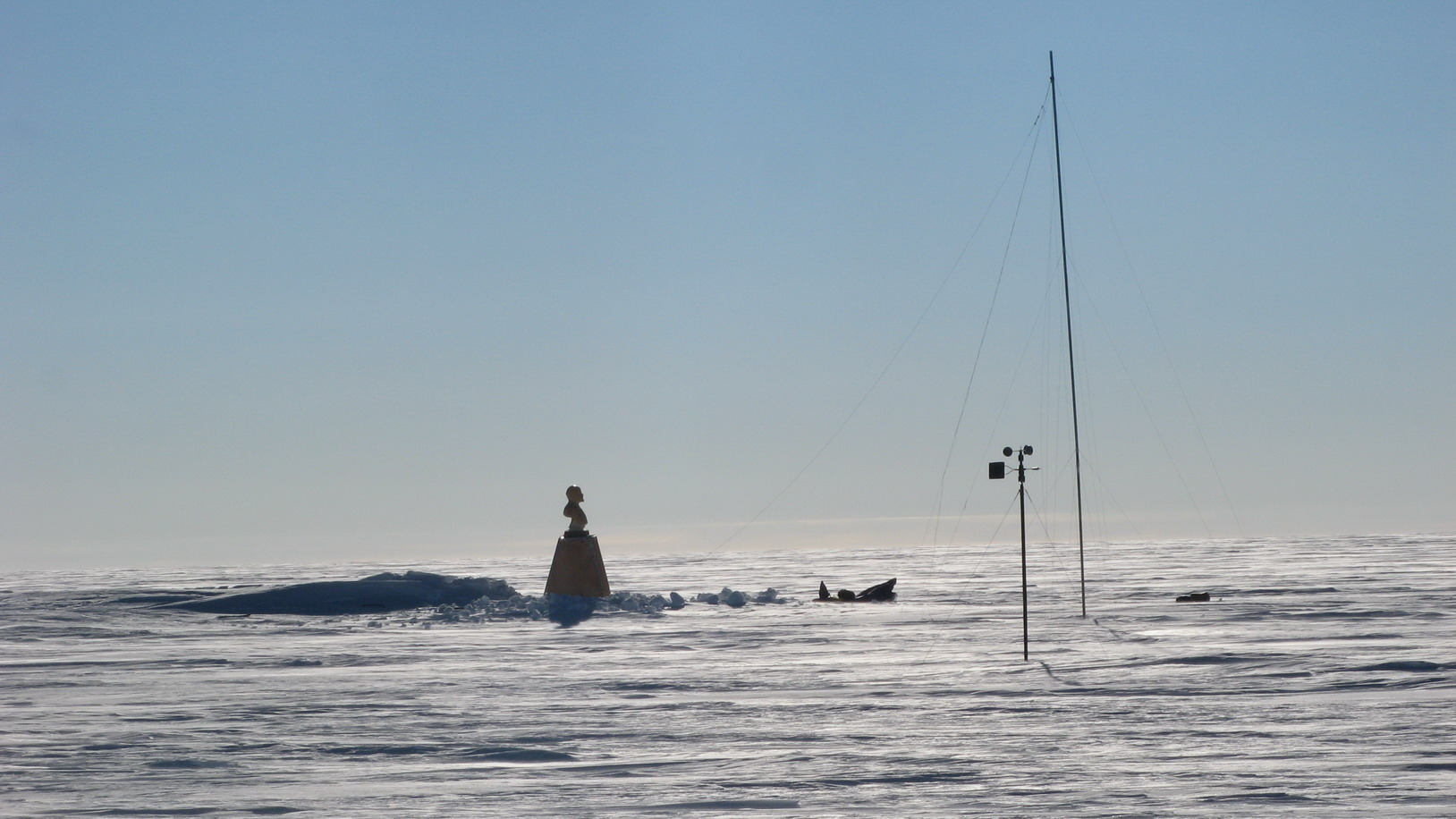
Le buste au Pôle Sud d'inaccessibilité.

## Annexe